# Clare Kalkwarf
Clare Ann Kalkwarf (* 13. Oktober 1949; † 6. April 2006) war Magistraldame des Souveränen Malteserordens und Trägerin der Silbermedaille Pro Merito Melitensi des Malteserordens.

## Leben
Clare Kalkwarf war Gründungsmitglied, Vizepräsidentin, Managerin und Projektkoordinatorin der Brotherhood of Blessed Gérard in Mandeni, Südafrika. Als Gemeindemitglied war sie lange Jahre Pfarrgemeinderatsmitglied der St. Anthony’s Parish in Mandeni, Diözese von Eshowe, Südafrika. Sie war Vorstandsmitglied der CATHCA (Catholic Health Care Association) in Südafrika und Mitglied einer überregionalen Arbeitsgruppe des südafrikanischen AIDS Committee der katholischen Kirche in der Provinz KwaZulu-Natal und Mitarbeiterin des Diocesan AIDS Committee von Eshowe.
Clare Kalkwarf wurde am 9. Juli 2000 als Devotionsdonatin in den Malteserorden aufgenommen und am 15. Dezember 2002 in den Rang einer Magistraldame befördert.
Am Abend des 6. Aprils 2006 traf Clare Kalkwarf auf vier in ihr Haus eingedrungene Diebe und wurde von ihnen ermordet. Mit Genehmigung der südafrikanischen Behörden und der katholischen Kirche wurde sie auf dem Grundstück der Brotherhood of Blessed Gérard beigesetzt.

## Ehrungen und Auszeichnungen
- Am 9. Juli 2000 wurde ihr die Silbermedaille Pro Merito Melitensi verliehen.
- Am 21. Juni 2006 wurde ihr postum die Goldmedaille Pro Merito Melitensi verliehen, die reserviert ist für Menschen, die ihr Leben für die Grundsätze des Malteserordens (Bewahrung des Glaubens und Hilfe den Bedürftigen) eingesetzt haben.